# Бемыжское (сельское поселение)
Бемыжское — упразднённое муниципальное образование со статусом сельского поселения в составе Кизнерского района Удмуртии.
Административный центр и единственный населённый пункт — село Бемыж.
Образовано в 2004 году в результате реформы местного самоуправления, предшественник — Бемыжский (Троцкий, Старобемыжский) сельсовет.
25 июня 2021 года упразднено в связи с преобразованием муниципального района в муниципальный округ.

## Географические данные
Находится на юге района, граничит:
- на западе с Балдеевским сельским поселением
- на севере с Верхнебемыжским сельским поселением
- на востоке с Старокармыжским сельским поселением
- на юге с Крымско-Слудским сельским поселением, республикой Татарстан и Граховским районом

По территории поселения протекает река Бемыжка. Площадь поселения — 8 698 га.

## Население
| 2010 | 2012 | 2013 | 2014 | 2015 | 2016 | 2017 |
| ---- | ---- | ---- | ---- | ---- | ---- | ---- |
| 662  | ↘661 | ↘653 | ↘645 | ↘635 | ↘625 | ↗628 |
| 2018 | 2019 | 2020 |      |      |      |      |
| ↘612 | ↘598 | ↘569 |      |      |      |      |

## История
С момента основания Бемышевского медеплавильного завода будущее село выступало как неофициальный центр региона. Позднее в связи с образованием Елабужского уезда, была образована Бемышевская волость. В 1920 году село в честь «Льва Революции» получило название — Троцкое.
Троцкий сельсовет образован, в составе укрупнённой Троцкой волости Можгинского уезда, в 1924 году. В 1929 году образован Граховский район, и сельсовет вошёл в его состав. В 1932 году Лейба Давидович лишён гражданства СССР, началось массовое переименование названных в честь него населённых пунктов, в том числе селу возвращено старое название — Бемыж, а сельсовет переименован в Старобемыжский. В 1935 году в целях разукрупнения Граховского района из его состава выделен вновь образованный Бемыжский район, в него вошли все 10 сельсоветов ранее ликвидированной Троцкой волости, в том числе Старобемыжский сельсовет. Указом Президиума Верховного Совета РСФСР от 16 июня 1954 года были объединены Старобемыжский и Старокармыжский сельсоветы, и новый сельсовет получил название — Бемыжский. В 1956 году Бемыжский район упразднён, и сельсовет отходит в состав Кизнерского района. В 2004 году в результате реформы местного самоуправления, Бемыжский сельсовет был разделён на Бемыжское и Старокармыжское сельские поселения.